# جزيرة فلوريس (إندونيسيا)
جزيرة فلوريس هي واحدة من جزر سوندا الصغرى، مساحة الجزيرة تقدر بحدود 13450 كم² وتقع شرق جزيرة جاوة في إندونيسيا. عدد السكان 1.831.000 نسمة حسب تعداد عام 2010 وأكبر مدينة هي ماومير. كلمة فلوريس باللغة البرتغالية تعني زهور.
تقع فلوريس شرق جزيرة سومباوا وجزيرة كومودو وغرب جزيرة ليمباتا وأرخبيل ألور. إلى الجنوب الشرقي تقع تيمور. إلى الجنوبن وعبر مضيق سومبا تقع جزيرة سومبا، أما شمالاً فتقع جزيرة سولاوسي عبر بحر فلوريس.
في 12 ديسمبر 1992 ، وقع زلزال قوته 7.8 درجة على مقياس ريختر، مما أسفر عن مقتل 2500 شخص في ماومير وحولها، بما في ذلك الجزر الواقعة قبالة الساحل الشمالي.

## صور

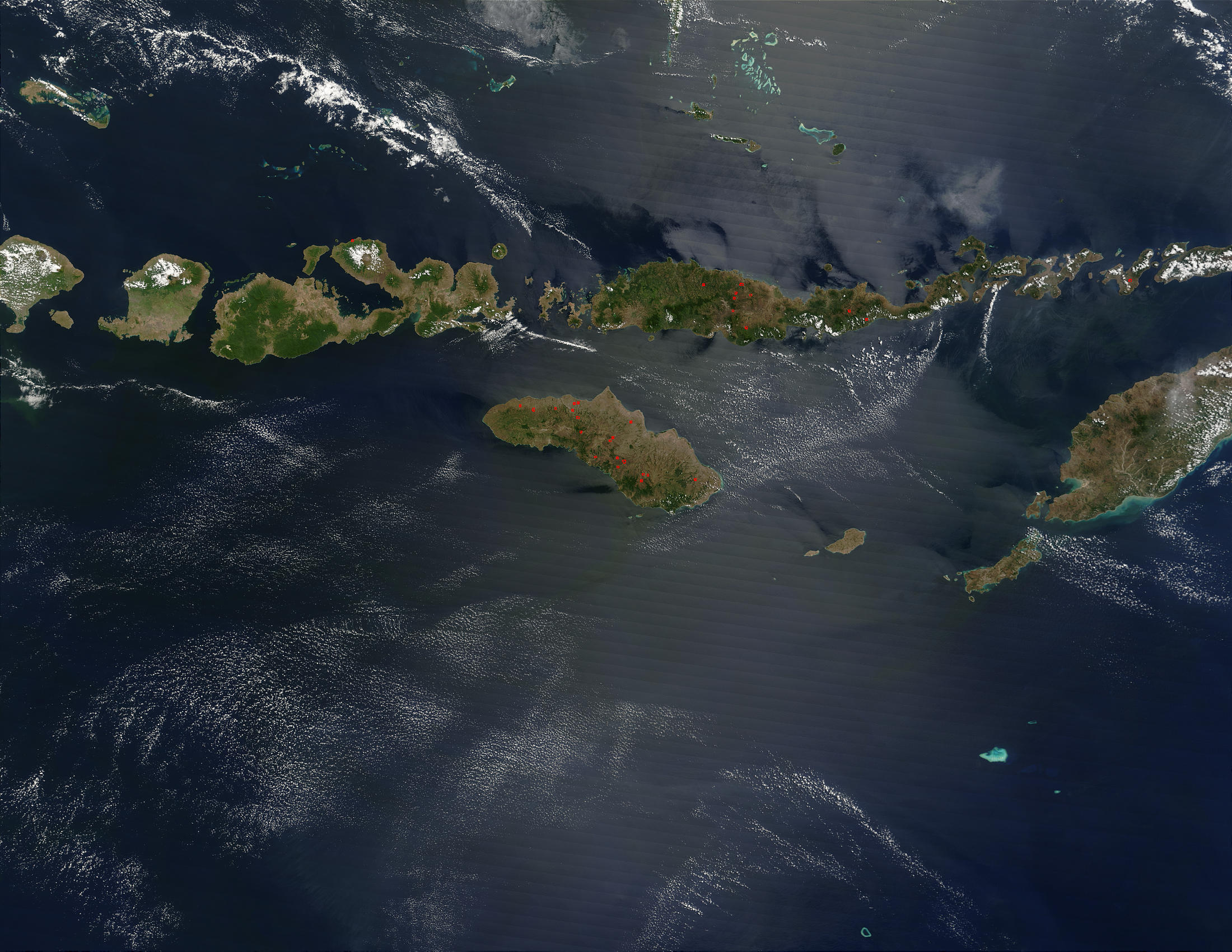
جزر سوندا الصغرى، جزيرة فلوريس في أعلى اليمين
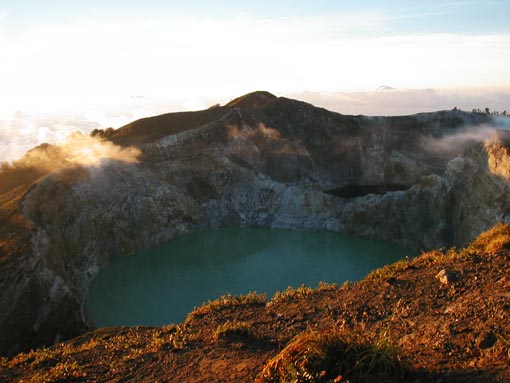
كاليموتو، فلوريس
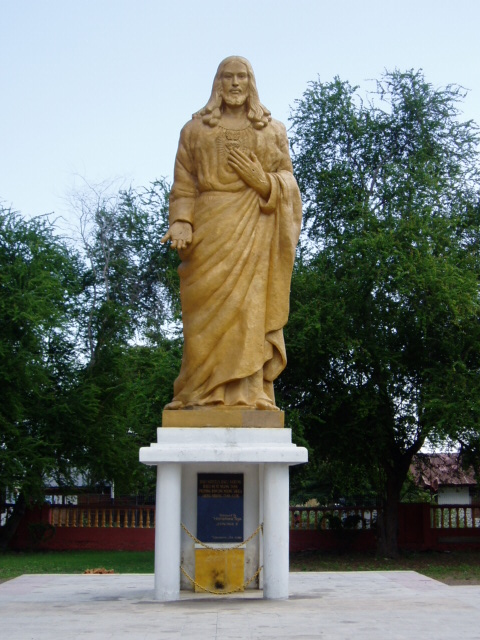
تمثال المسيح في ماومير في فلوريس
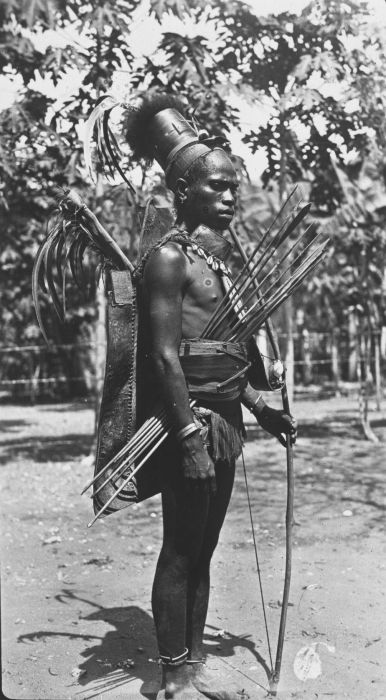
محارب من السكان الأصليين في فلوريس

## أعلام
- أندريس سكوتي